# Lucas Pazat
Pour les articles homonymes, voir Pazat.
Lucas Pazat, né le 7 octobre 1993, est un céiste français spécialisé dans le canoë monoplace (C1) et biplace (C2) avec Ancelin Gourjault.
Il est licencié au club de Marsac-sur-l'Isle et est sapeur pompier professionnel en Gironde.

## Carrière
Aux Championnats du monde de descente 2018 à Muotathal, il est médaillé d'or en C2 classique par équipe et en C2 sprint par équipe, médaillé d'argent en C2 sprint et médaillé de bronze en C2 classique avec Ancelin Gourjault. Il est médaillé d'or en C2 sprint par équipe aux Championnats du monde de descente 2019 à La Seu d'Urgell.

## Palmarès

### Championnats du monde
- 2011 à Opava,  République tchèque
  -  Médaille d'or en sprint C2 par équipe junior
  -  Médaille d'or en classique C2 par équipe junior
  -  Médaille d'or en classique C2 individuelle junior
  -  Médaille d'or en sprint C2 individuelle junior
- 2018 à Muotathal,  Suisse
  -  Médaille d'or en classique C2 par équipe
  -  Médaille d'or en sprint C2 par équipe
  -  Médaille d'argent en sprint C2 individuelle
  -  Médaille de bronze en classique C2 individuelle
- 2019 à La Seu d'Urgell,  Espagne
  -  Médaille d'or en sprint C2 par équipe

### Championnat d'Europe
- 2010 à Kraljevo,  Serbie
  -  Médaille d'or en classique C2 individuelle junior
  -  Médaille d'or en sprint C2 individuelle junior

### Coupe du Monde
- 2011 à Sort,  Espagne
  - 5e en sprint C2 individuelle
  - 4e en classique C2 individuelle
- 2011 à Bovec,  Slovénie
  - 4e en classique C2 individuelle
- 2015 à Murau,  Autriche
  - 4e en classique C1 individuelle
  - 6e en sprint C1 individuelle
- 2015 à Bovec,  Slovénie
  - 9e en classique C1 individuelle
  - 10e en sprint C1 individuelle
- 2016 à Celje,  Slovénie
  - 6ème en classique C1 individuelle
  - 5e en sprint C1 individuelle
- 2019 à Liuku,  Chine
  -  Médaille de Bronze en Mass Start C1 individuelle
  - 6e en sprint C1 individuelle

### Coupe d'Europe
- 2015 à Celje,  Slovénie
  -  Médaille d'argent en sprint C1 individuelle
- 2015 à Bihac,  Bosnie-Herzégovine
  -  Médaille d'or en sprint C1 individuelle
- 2016 à Augsbourg,  Allemagne
  - 5e en sprint C1 individuelle

### Course Open international
- 2015 à Bihac,  Bosnie-Herzégovine
  -  Médaille d'argent en classique C1 individuelle
- 2016 à Augsbourg,  Allemagne
  - 6e en sprint C1 individuelle
  - 9e en sprint C1 individuelle
- 2019 à Panzhihua,  Chine
  -  Médaille de bronze en sprint C1 individuelle
  - 4e en Mass Start C1 individuelle

### Championnats de France
- 2008 à Chalaux,  France
  -  Médaille d'argent en classique C2 individuelle (cadet)
- 2009 à L'Argentière-la-Bessée,  France
  -  Médaille d'or en classique C2 individuelle (cadet)
  -  Médaille d'or en sprint C2 individuelle (cadet)
  -  Médaille d'or en sprint C1 par équipe (cadet)
- 2010 à La Plagne,  France
  -  Médaille d'argent en classique C2 individuelle (junior)
  -  Médaille d'argent en sprint C2 individuelle (junior)
  -  Médaille d'or en classique C2 par équipe
- 2011 à La Plagne,  France
  -  Médaille d'argent en classique C2 individuelle (junior)
  -  Médaille d'argent en sprint C2 individuelle (junior)
  -  Médaille d'argent en sprint C2 par équipe
- 2012 à Beaulieu-sur-Dordogne,  France
  -  Médaille d'argent en classique C2 individuelle
  -  Médaille d'argent en classique C2 par équipe
  -  Médaille d'argent en classique C1 par équipe
- 2013 à Chalaux,  France
  -  Médaille d'or en C1 par équipe
- 2014 à Barcelonnette,  France
  -  Médaille d'argent en classique C2 par équipe
- 2015 à L'Argentière-la-Bessée,  France
  -  Médaille d'argent en sprint C2 individuelle
  -  Médaille d'or en sprint C2 par équipe
- 2017 à Saint-Just-Saint-Rambert,  France
  -  Médaille d'argent en classique C2 individuelle
- 2017 à Metz,  France
  -  Médaille de Bronze en sprint C1 par équipe
  -  Médaille d'or en sprint C2 par équipe
- 2018 à Toulon,  France
  -  Médaille de Bronze en OC1
- 2018 à L'Argentière-la-Bessée,  France
  -  Médaille de Bronze en sprint C2 individuelle
  -  Médaille de Bronze en sprint C2 par équipe
  -  Médaille de Bronze en sprint C1 par équipe
- 2018 à Treignac,  France
  -  Médaille d'or en classique C1 par équipe
  -  Médaille d'or en classique C2 par équipe
- 2019 à Palavas-les-Flots,  France
  -  Médaille d'or V6
- 2019 à Barcelonnette,  France
  -  Médaille d'or en sprint C1 par équipe
  -  Médaille d'or en sprint C2 par équipe